# Copiula
Copiula ist eine Amphibien-Gattung aus der Familie der Engmaulfrösche. Sie kommt endemisch auf der Insel Neuguinea vor.

## Beschreibung
Die Pupillen sind horizontal. Die Zunge ist verhältnismäßig klein, länglich elliptisch, ganzrandig und hinten frei abhebbar. Gaumenzähne fehlen. Hinter jeder Choane ist eine kurze, stark vorspringende und schwach konkave Leiste vorhanden. Vor dem Schlundeingang befindet sich eine lange gezähnelte Querfalte. Das Trommelfell ist scharf hervortretend. Die Finger und Zehen sind frei und am Ende zu kleinen Haftscheiben verbreitert. Die Endphalangen sind T-förmig und knöchern. Praecoracoide und Omosternum fehlen. Die Coracoide sind schräg gestellt und am medialen Ende ziemlich verbreitert. Das Sternum ist eine ankerförmige Knorpelplatte. Die Querfortsätze des Sacralwirbels sind ziemlich verbreitert.

## Vorkommen
Die Gattung kommt nur auf Neuguinea vor.

## Systematik
Die Gattung Copiula wurde 1901 von Méhely erstbeschrieben. Sie umfasst 15 Arten:
Stand: 25. April 2022
- Copiula annanoreenae Günther, Richards & Dahl, 2014[3]
- Copiula bisyllaba Günther & Richards, 2020[4]
- Copiula derongo (Zweifel, 2000)[5]
- Copiula exspectata Günther, 2002
- Copiula fistulans Menzies & Tyler, 1977
- Copiula guttata (Zweifel, 2000)[5]
- Copiula lennarti Günther, Richards & Dahl, 2014[3]
- Copiula major Günther, 2002
- Copiula minor Menzies & Tyler, 1977
- Copiula mosbyae Günther & Richards, 2020[4]
- Copiula obsti Günther, 2002
- Copiula oxyrhina (Boulenger, 1898)
- Copiula pipiens Burton & Stocks, 1986
- Copiula rivularis (Zweifel, 2000)[5]
- Copiula tyleri Burton, 1990

Verschiedene Untersuchungen legen nahe, dass die Gattung Copiula nicht monophyletisch ist. Im Jahr 2015 wurden die Arten Austrochaperina derongo, A. guttata und A. rivularis in die Gattung Copiula gestellt. Oxydactyla alpestris wurde zu Copiula alpestris.
Im Jahr 2020 wurde zwei Arten der Gattung neu beschrieben.